# Mesopotamia (EP)
Mesopotamia – minialbum zespołu The B-52’s wydany w 1982 roku. 
W 1991 zespół zremiksował utwory pochodzące z Mesopotamia i dołączył je do reedycji CD albumu Party Mix!.

## lista utworów
1. „Loveland” (Keith Strickland/Ricky Wilson/Fred Schneider/Cindy Wilson) - 5:05 / 8:35 wersja oryginalna
2. „Deep Sleep” (Keith Strickland/Kate Pierson/Robert Waldrop) - 3:30
3. „Mesopotamia” (Keith Strickland/Ricky Wilson/Kate Pierson/Fred Schneider) - 3:51
4. „Cake” (Kate Pierson/Cindy Wilson/Keith Strickland/Ricky Wilson) - 5:36 / 7:46 wersja oryginalna
5. „Throw That Beat In the Garbage Can” (Keith Strickland/Ricky Wilson/Fred Schneider) - 4:09
6. „Nip It In the Bud” (Ricky Wilson/Keith Strickland/Cindy Wilson) - 3:32

## Muzycy

### The B-52’s
- Ricky Wilson - gitara, gitara basowa, instrumenty klawiszowe, organy.
- Keith Strickland - perkusja, gitara basowa, instrumenty klawiszowe, marimba, gitara, organy, fortepian.
- Kate Pierson - śpiew, gitara basowa, instrumenty klawiszowe, organy.
- Fred Schneider - śpiew.
- Cindy Wilson - śpiew.

### Gościnnie
- David Byrne - gitara basowa bezprogowa, gitara, perkusja, syntezatory.
- Steve Scales - perkusja.
- Yogi Horton - perkusja.
- Charles Rocket - akordeon.
- Ralph Carney - saksofon.
- David Buck - trąbka.
- Roberto Arron - saksofon.

## Listy przebojów
| Lista (1982)       | Najwyższa pozycja |
| ------------------ | ----------------- |
| U.S. Billboard 200 | 35                |
| UK                 | 18                |